# 福尔海姆
福尔海姆是德国巴伐利亚州的一个市镇。总面积23.25平方公里，总人口572人，其中男性289人，女性283人（2011年12月31日），人口密度25人/平方公里。